# Pseudochremylus angulifer
Pseudochremylus angulifer är en stekelart som beskrevs av Van Achterberg 1995. Pseudochremylus angulifer ingår i släktet Pseudochremylus och familjen bracksteklar. Inga underarter finns listade i Catalogue of Life.

## Bildgalleri

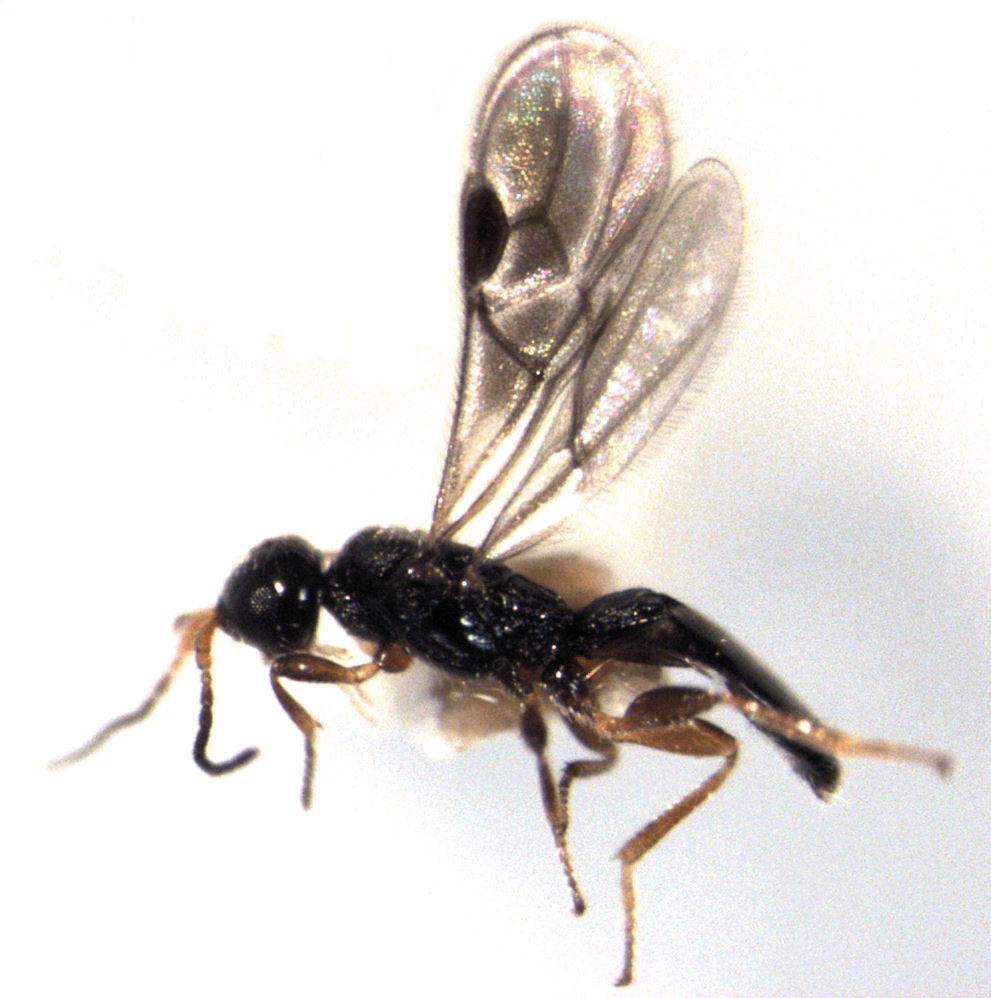
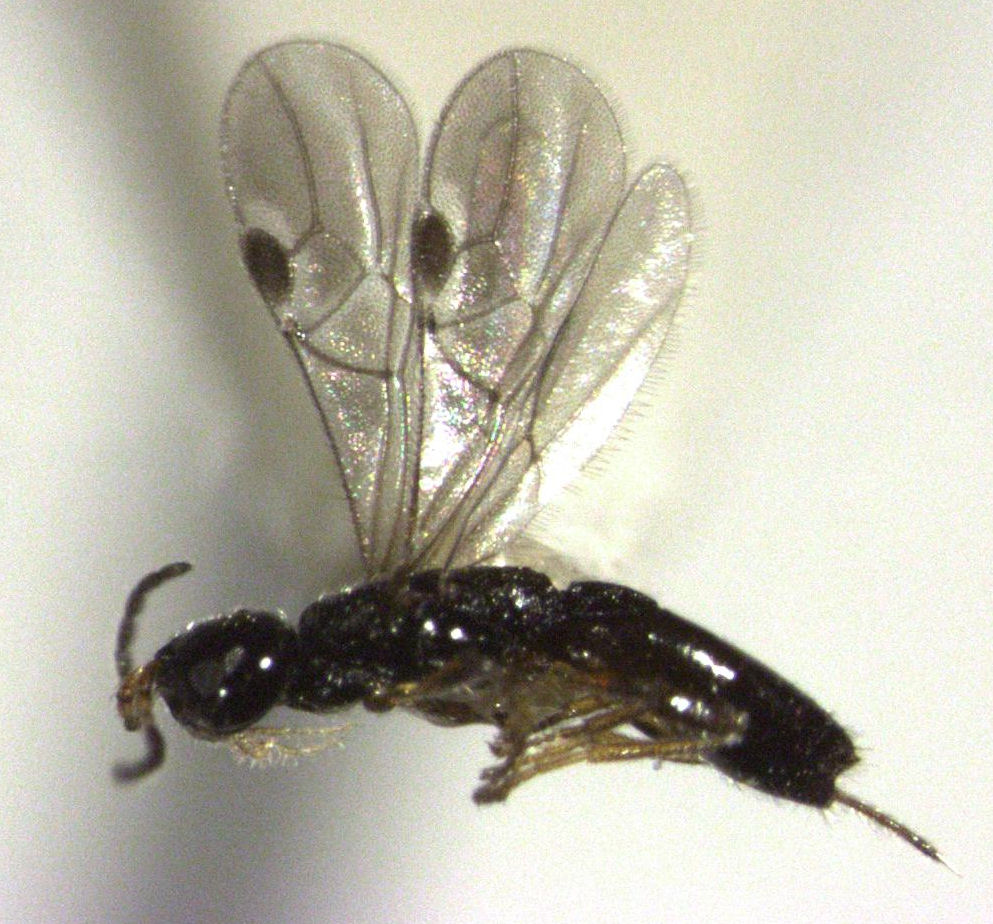